# Тадрарт Акакус
Тадрарт Акакус (на арабски: تدرارت أكاكوس) е планинска верига в пустинята Сахара в община Гат в западната част на Либия. Намира се източно от град Гат и се разпростира на север от границата с Алжир в продължение на около 100 km. Районът изобилства с праисторически скални рисунки.

## География
Тадрарт Акакус включва голям набор от пейзажи, от разноцветни дюни до арки, клисури, изолирани скали и дълбоки уади. Основни забележителности са арките на Афзеджаре и Тин Халега. Въпреки че областта е една от най-пустинните в Сахара, в нея има растителност, като например лечебното Calotropis procera, а в планините има извори и кладенци.

## История

### Етимология
Тадрарт означава „планина“ на берберски език.

### Скални рисунки
Районът е известен със скалните си рисунки. През 1985 г. е вписан в списъка на световното културно и природно наследство на ЮНЕСКО, поради значимостта на тези рисунки. Те датират от 12 000 г. пр. н.е. до 100 г. от н.е. и отразяват културните и природните промени в областта.
Срещат се рисунки и резби на животни като жирафи, слонове, щрауси и камили, но също и на хора и коне. Хората са изобразени в различни ежедневни ситуации, например свирейки или танцувайки. Тадрарт Акакус, също така, е мястото на най-ранната поява на преработени млечни липиди върху керамика, чиято възраст е оценена на около 5500 г. пр. н.е.

## Вандализъм
По време на управлението на Муамар Кадафи от 1969 до 2011 г. Департаментът по антиките е сериозно пренебрегван. След 2005 г. търсенето на петрол поставя скалните рисунки в опасност. От друга страна, иманярството на древни артефакти достига нива на криза. В отговор на това ЮНЕСКО започва да призовава за кампания за повишаване на осведомеността относно археологическото и културното наследство на Либия и да предупреди либийците, че тяхното наследство се плячкосва и разрушава.
През 2012 г., след като Кадафи е свален от власт и убит, започват усилия по обучаване на персонал в хода на проект на ЮНЕСКО за 2,26 млн. щатски долара с подкрепата на правителствата на Либия и Италия. Проектът включва опазване, защита и образование. Доклади на ЮНЕСКО от 2011, 2012 и 2013 г. показват, че скалните рисунки на поне 10 места са станали обект на целенасочен и значителен вандализъм след април 2009 г. Неяснотите относно границите на обекта на ЮНЕСКО, липсата на местно разбиране относно културната му стойност, както и конфликтите в района след 2001 г. допринасят за вандализмите. През април 2014 г. са идентифицирани два вида вандали: такива, които без да се замислят издълбават имената си в скалата около скалните рисунки, и такива, които нарочно използват химически продукти, за да премахнат изображенията. По-късно през същия месец са получени сведения от местни журналисти, че скалните рисунки на Тадрарт Акакус се унищожават с варии и четки.

## Галерия
- Жираф.
- Слон.
- Пиктограми.
- Пиктограми.
- Пиктограми.
- Планините Тадрарт Акакус.
- Скална арка.
- Тадрарт Акакус в Алжир.
- Пустиня на Тадрарт Акакус.
- Скала с формата на глава.
- Скални образувания.
- Скални образувания.
- Временен подслон в пустинята.